# Astaena semiopaca
Astaena semiopaca är en skalbaggsart som beskrevs av Frey 1973. Astaena semiopaca ingår i släktet Astaena och familjen Melolonthidae. Inga underarter finns listade.